# Pannaipuram
Pannaipuram è una suddivisione dell'India, classificata come town panchayat, di 8.924 abitanti, situata nel distretto di Theni, nello stato federato del Tamil Nadu. In base al numero di abitanti la città rientra nella classe V (da 5.000 a 9.999 persone).

## Geografia fisica
La città è situata a 09° 51' 44 N e 77° 16' 19 E.

## Società

### Evoluzione demografica
Al censimento del 2001 la popolazione di Pannaipuram assommava a 8.924 persone, delle quali 4.378 maschi e 4.546 femmine. I bambini di età inferiore o uguale ai sei anni assommavano a 855, dei quali 463 maschi e 392 femmine. Infine, coloro che erano in grado di saper almeno leggere e scrivere erano 5.802, dei quali 3.234 maschi e 2.568 femmine.